# M’hamid El Ghizlane

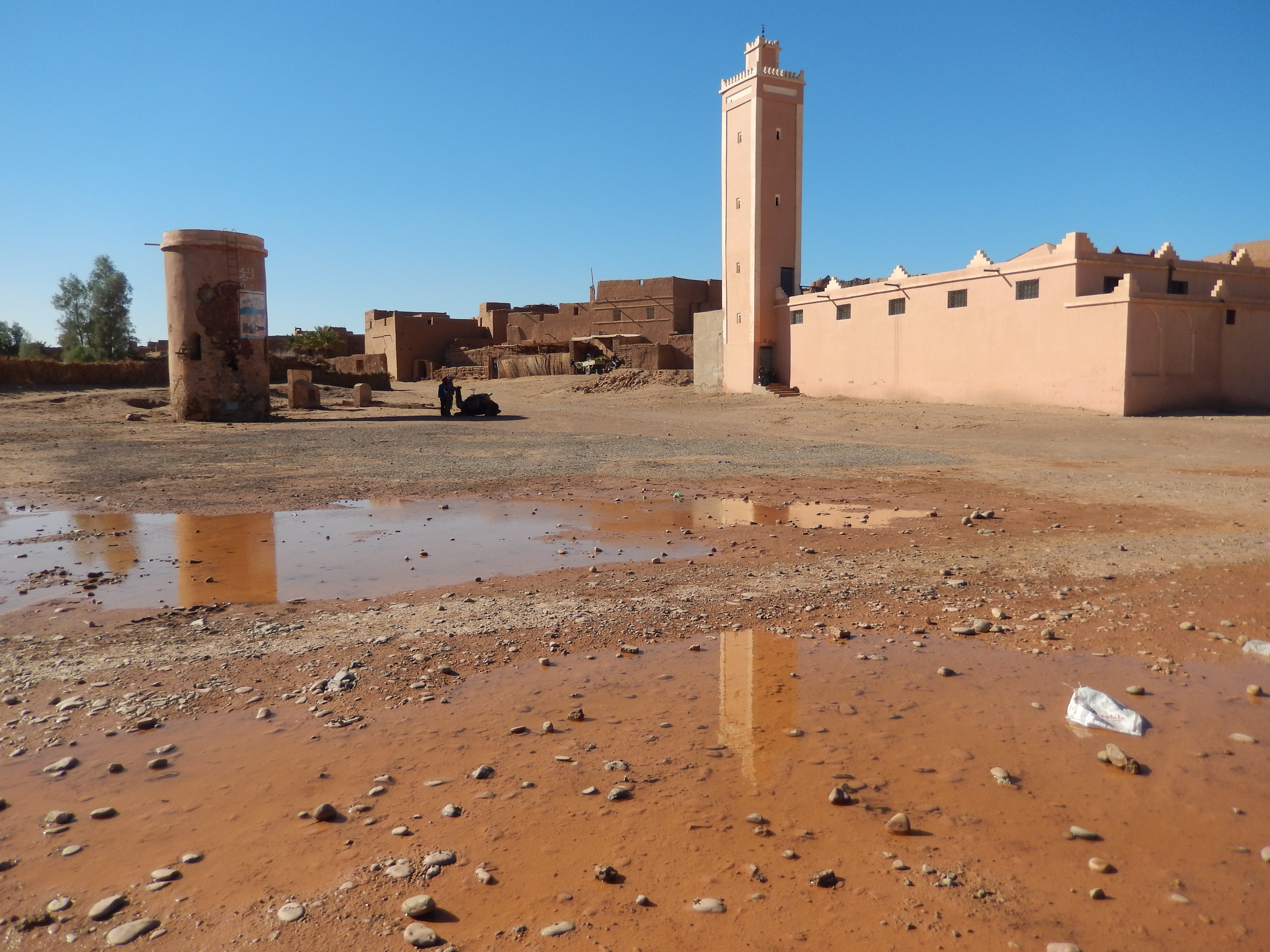
Neue Moschee von M’hamid

M’hamid El Ghizlane (Zentralatlas-Tamazight ⵜⴰⵔⴰⴳⴰⵍⵜ Taragalt, arabisch امحاميد لغزلان = „Ebene der Gazellen“), meist nur M’hamid genannt, ist eine kleine Oasenstadt mit etwa 3000 Einwohnern und eine Landgemeinde mit insgesamt etwa 6500 Einwohnern im Süden Marokkos (Provinz Zagora / Region Drâa-Tafilalet).

## Lage und Klima
M’hamid liegt am – hier und in seinem weiteren Verlauf nur noch äußerst selten wasserführenden – Wadi Draa in einer Höhe von etwa 500 m und etwa 24 km von der Grenze zu Algerien entfernt am Rand der Sahara. Die Nationalstraße N 9 verbindet M’hamid mit den nördlich bzw. nordwestlich gelegenen Städten Zagora (ca. 97 km) und Ouarzazate (ca. 260 km). Das Klima ist wüstenartig trocken; Regen (ca. 40 mm/Jahr) fällt zumeist im Winterhalbjahr.

## Bevölkerung
| Jahr      | 1994 | 2004 | 2014 | 2024 |
| Einwohner | 8508 | 7764 | 7590 | 6664 |

Die heutige Bevölkerung besteht hauptsächlich aus Angehörigen verschiedener Berbergruppen der Umgebung.

## Wirtschaft

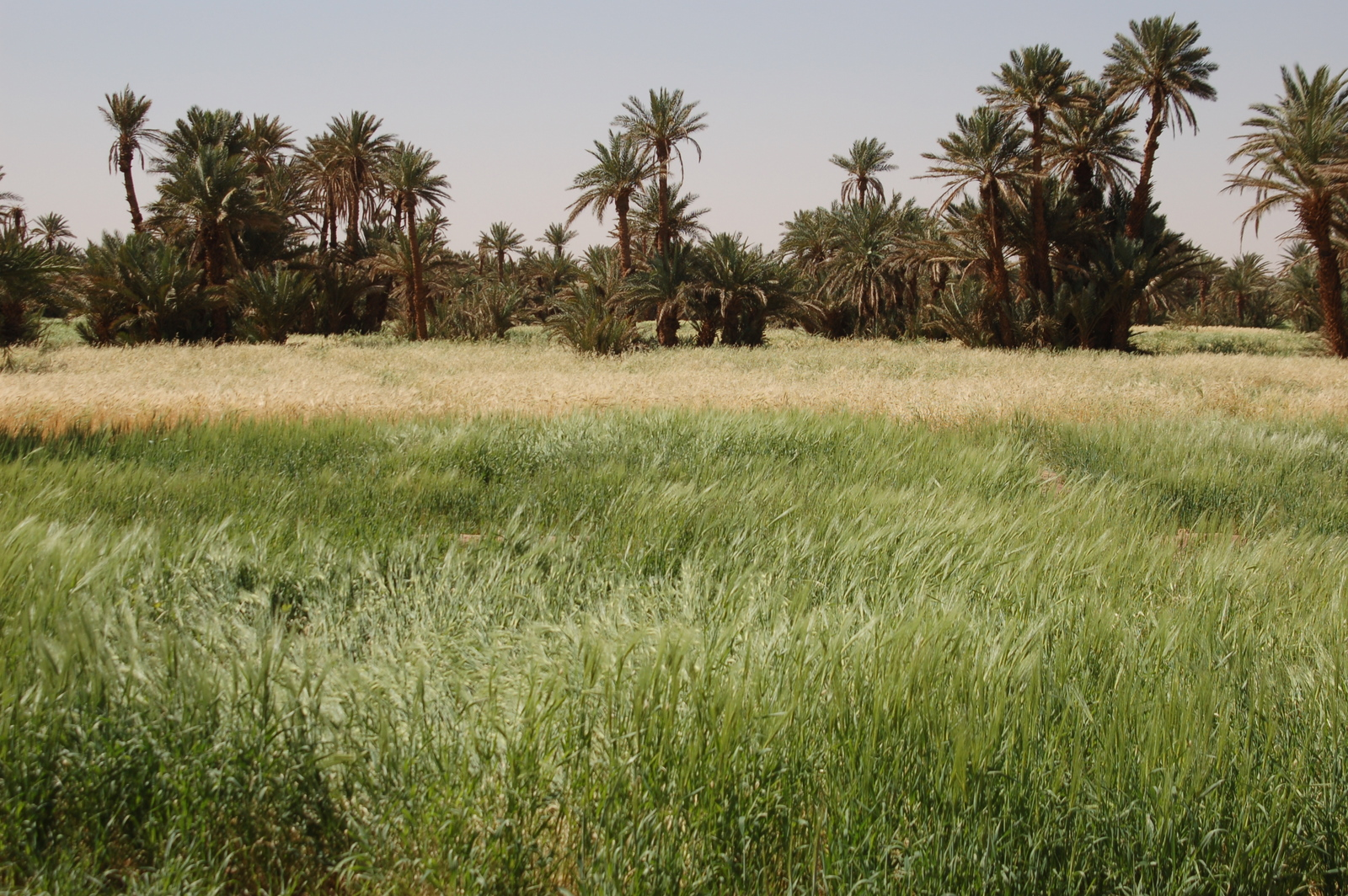
Oasenlandschaft bei M’hamid

Früher lebten die Einwohner von M’hamid – nach den Prinzipien der Selbstversorgung – von der Oasenwirtschaft, die jedoch aufgrund reduzierter oder sogar ganz ausbleibender Winterregenfälle seit den 1970er Jahren immer weniger Erträge hervorbrachte und beinahe gänzlich aufgegeben wurde. Zusätzlich hat eine Pilzkrankheit (Fusarium oxysporum) die durch die Trockenheit bereits erheblich geschwächten Dattelpalmen befallen.
Daneben war M’hamid ein Zentrum für Nomaden und durchreisende Karawanen. Heute ist die Kleinstadt Ausgangspunkt für touristische Kamel- oder Jeepsafaris in die Wüste.

## Geschichte
Über die frühere Geschichte des Ortes ist mangels schriftlicher Aufzeichnungen nichts bekannt. Die weitläufigen Palmenoasen machen jedoch eine frühe Sesshaftwerdung (um 3000 oder 2000 v. Chr.) der zuvor in der Gegend umherstreifenden Jäger- und Sammlerkulturen wahrscheinlich. Aufgrund der Ausbreitung der Wüste ist der Ort seit der 2. Hälfte des 20. Jahrhunderts stark von Versandung bedroht und die Bevölkerung nimmt stetig ab. Aufgrund der strategisch bedeutsamen Grenzlage zu Algerien war M'hamid bis zum Ende der 1980er Jahre nur mit einer Sondergenehmigung zu erreichen. Auch heute ist in der Umgebung von M'hamid viel Militär stationiert.

## Ortsbild

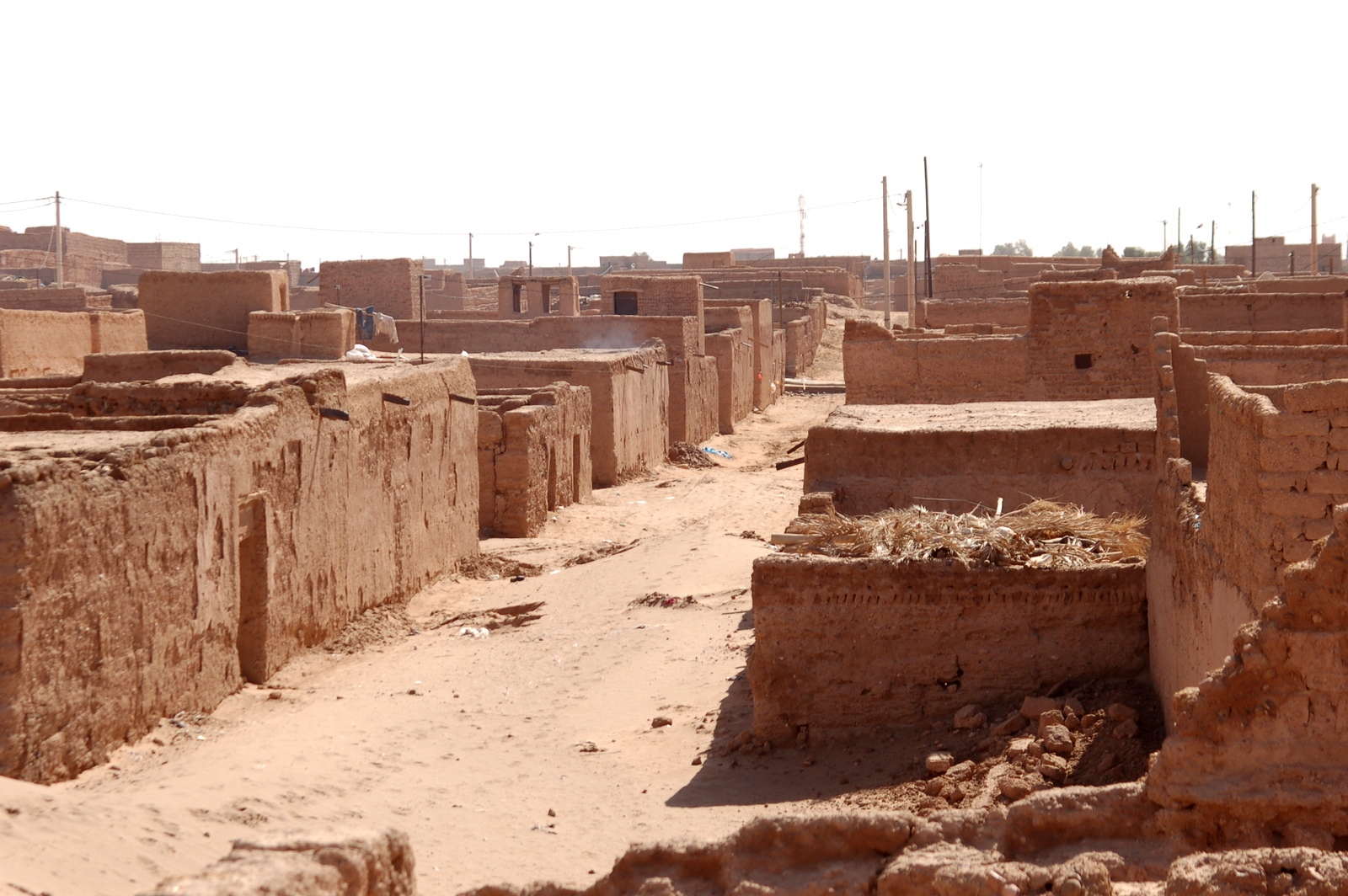
Seitenstraße in M’hamid

Die ursprünglichen Lehmbauten von M’hamid sind bereits arg verfallen und nur noch von wenigen – meist armen – Familien bewohnt. Auch in M’hamid haben sich in den letzten Jahrzehnten neue (Reihen-)Häuser in der üblichen Bauweise des Südens (Wände aus Hohlblocksteinen, Decken aus Beton, hellroter oder ockerfarbener Farbanstrich) durchgesetzt. Wüstenwinde tragen immer wieder Unmengen von Sand in die Stadt.

## Umgebung

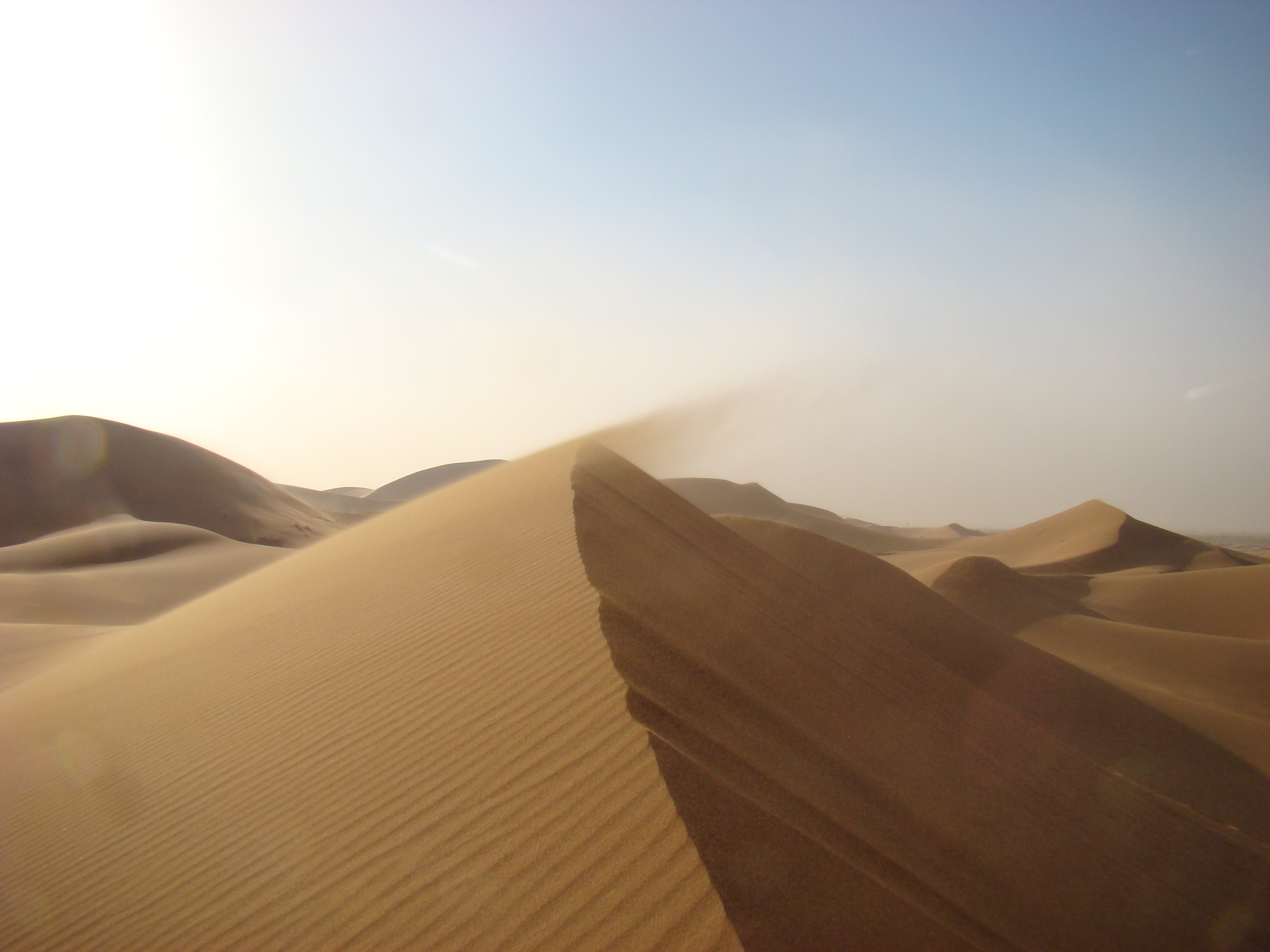
Sanddünen des Erg Chegaga

Versteckt in den Palmenoasen von M’hamid liegen sieben alte – inzwischen nahezu unbewohnte und im Verfall begriffene – Ksur. In etwa 45 bis 60 km Entfernung erheben sich die teilweise über 100 m hohen und – im Vergleich zu Merzouga – von Touristen eher selten besuchten Sanddünen (Erg) des Erg Chegaga. Auch die „Heilige Oase von Oum Lâalag“ mag für einige Besucher von Interesse sein.